# Wadźrajogini

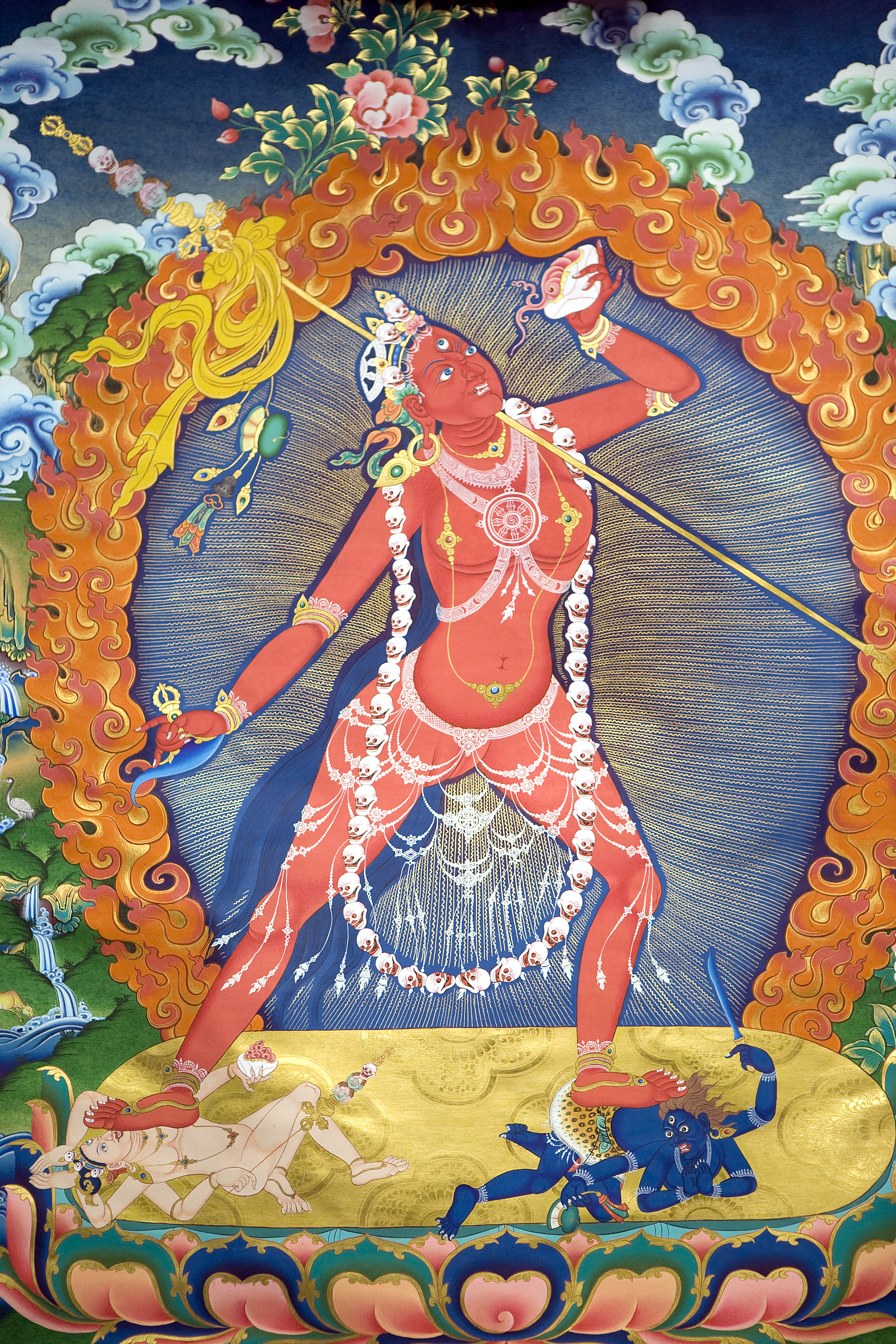
Thanka przedstawiająca Wadżrajogini

Wadżrajogini (sanskryt: Vajrayoginī ; język chiński: 瑜伽空行母 Yújiā kōngxíngmǔ; język tybetański: Dorje Naljorma, transliteracja Wyliego: Rdo rje rnal ’byor ma, dosłownie Diamentowa Jogini) – jidam związany z tantrami Jogi najwyższej. Określana jest również jako sarva-buddha-dakinī (esencja wszystkich buddów).

## Ikonografia
Wadżrajogini przedstawiana jest jako młoda kobieca postać o czerwonym odcieniu skóry, z trzecim "okiem mądrości" na czole, z tradycyjnymi atrybutami dakini: drigungiem uwieńczonym wadżrą w prawej dłoni i kapalą w lewej. Często posiada naszyjnik z ludzkich czaszek, stoi pośród płomieni mających symbolizować mądrość. W tradycji kagju występuje forma Wadżrajogini zwana Vajravārāhī (dosłownie Diamentowa Dzika Świnia) związana jest ze przekazem tantr Jogi najwyższej, który udzielił mahasiddha Tilopa. Przedstawiona na rysunku forma Wadżrajogini związana jest ze szczególnym przekazem tantr Jogi najwyższej, który udzielił mahasiddha Naropa "dwóm braciom z Phamthingpa" Jigme Dragpa i Ngawang Dragpa, a który kontynuowany jest obecnie przez tradycje sakja oraz gelug buddyzmu tybetańskiego. W tradycji Ningma występuje postać Wadżrajogini zwana Troma Nagmo (Transliteracja Wyliego. khros ma nag mo, w potocznym tłumaczeniu Przeraźliwa Pani bądź Przerażliwa Czarna), która związana jest z przekazem term.